# Univerza na Dunaju
Univerza na Dunaju (nemško Universität Wien) je javna univerza s sedežem na Dunaju (Avstrija) in najstarejša univerza v nemško govorečem svetu, če se odšteje Karlovo univerzo v Pragi, ki je bila včasih delno nemško govoreča, in s približno 88.000 študenti tudi največja. Leta 1365 jo je ustanovil Rudolf IV. Avstrijski. 
Današnjo stavbo na Ringu so gradil med 1877–1884 po načrtih stavbenika Ferstela. Z novogradnjo so nadomestili prejšnjo staro stavbo, ki je stala blizu mestnih vrat (Stubentor). V njej stoluje danes Vseučiliščna cerkev (Universitätskirche), kakor tudi Avstrijska akademija znanosti.
Na dunajski univerzi je med 1848 in 1918 študiralo tudi 1897 študentov s Kranjske.

## Slavne osebnosti

### Nobelovi nagrajenci, ki so bili predavatelji na Univerzi
- Robert Bárány
- Hans Fischer
- Friedrich August von Hayek
- Victor Franz Hess
- Karl Landsteiner
- Otto Loewi
- Konrad Lorenz
- Erwin Schrödinger
- Julius Wagner-Jauregg

### Slavni študentje
- Bruno Bettelheim
- Paul Feyerabend
- Heinz Fischer
- Ivan Franko
- Hugo von Hofmannsthal
- Alojzij Juvan
- Karl Kautsky
- Karl Kraus
- Tomáš Garrigue Masaryk
- Lise Meitner
- Alois Mock
- Papež Pij III.
- Peter Porsch
- Manfred Rumpl
- Wolfgang Schüssel
- Adalbert Stifter
- Kurt Waldheim
- Sigmund Freud
- Hans Kelsen
- Jožef Stefan
- Ludwig Boltzmann
- France Prešeren
- Primož Trubar